# Чармалех – Мансурія – Багдад
Чармалех – Мансурія – Багдад – перший газопровід для поставок іранського газу в Ірак.
Станом на середину 2010-х в Іраку існував значний дефіцит блакитного палива, перш за все викликаний потребами електроенергетики (хоча країна володіє великими запасами і, більше того, спалює до 70% попутного газу нафтових родовищ). В ці роки сусідній Іран так само відчував дефіцит на тлі зростаючого попиту та імпортував газ з Турменистану, проте для підтримки дружнього шиїтського уряду погодився розпочати поставки палива. Для цього проклали відгалуження від трубопроводу IGAT-6, який транспортує продукцію найбільшого в світі родовища Південний Парс (в Катарі відоме як Північне). 
Перший ірано-іракський інтерконектор починається в  Чармалех (провінція Ілам) та прямує до прикордонного Нафтшехру і далі до Аль-Мансурії в іракській провінції Діяла, де живить місцеву теплоелектростанцію. Звідси він тягнеться на південний захід до Багдаду, біля якого постачає паливо на ще дві ТЕС  Al-Ghods та Al-Sadr. Загальна довжина системи, виконаної в діаметрі 1200 мм, становить 270 км, в т.ч. 97 км іранської ділянки. Її потужність повинна досягнути 40 млн.м3 на добу.
Хоча газопровід в основному був готовий вже у 2015 році, проте переговори сторін відносно умов поставки відтягнули його запуск до 2017-го.